# Френч, Кэти
Кэ́ти Э́ллен Френч (англ. Katy Ellen French; 31 октября 1983, Базель, Швейцария — 6 декабря 2007, Ан-Уавь, Мит, Ирландия) — ирландская модель, теле- и радиоведущая, журналистка, писательница и филантроп.

## Карьера
Согласно «Би-би-си» Кэти менее чем за 2 года стала одной из самых известных моделей Ирландии. Помимо модельного бизнеса она вела колонки в журналах и занималась благотворительностью в пользу детей.

## Смерть
2 декабря 2007 года Кэти упала в обморок в доме своего друга и была доставлена в местный госпиталь, где скончалась 4 дня спустя — 6 декабря. В результате вскрытия было сообщено, что в организме Френч найдены следы героина. Причиной смерти девушки были названы нарушения в работе головного мозга, вызванные передозировкой наркотиков. Она была похоронена 10 декабря в Эннискерри.